# Scindapsus scortechinii
Scindapsus scortechinii  Hook.f. – gatunek wieloletnich, wiecznie zielonych pnączy z rodziny obrazkowatych, pochodzących z obszaru od Bangladeszu do Półwyspu Malajskiego.